# Diplacus cusickii
Diplacus cusickii är en gyckelblomsväxtart som först beskrevs av Edward Lee Greene, och fick sitt nu gällande namn av Guy L. Nesom. Diplacus cusickii ingår i släktet Diplacus och familjen gyckelblomsväxter. Inga underarter finns listade i Catalogue of Life.